# D'Annunzio (film)
Pour plus de détails, voir Fiche technique et Distribution.
D'Annunzio est un film biographique dramatique italien réalisé par Sergio Nasca et sorti en 1987. Il s'agit d'un film biographique sur le poète et dramaturge Gabriele D'Annunzio (1863-1938), présenté ici comme un homme insolent et têtu, mais aussi éclectique et original. 

## Synopsis
L'histoire se déroule entre Rome et les Abruzzes entre 1889 et 1892. Le jeune Gabriele D'Annunzio, frais émoulu de son succès littéraire, plebiscité comme poète et représentant du dandysme romain, sent que son amour pour la comtesse Maria Gravina se fane. Un soir au théâtre, lors d'un concert de son ami Francesco Paolo Tosti, D'Annunzio tombe amoureux de la jeune Elvira Fraternali Leoni, dite Barbara, et c'est ainsi que commence une nouvelle saison de passion pour le poète. Cependant, D'Annunzio commence à se laisser aller et sa plume devient stérile. Alors il cherche à nouveau l'inspiration dans ses Abruzzes sauvages, rencontrant son ami Francesco Paolo Michetti dans le cénacle du Conventino de Francavilla.
Michetti lui reproche d'être négligent, d'avoir perdu l'audace de l'époque du roman L'Enfant de volupté ; D'Annunzio retourne donc dans les bras de Barbara, désireux de faire une croisière en Grèce avec ses amis Scarfoglio et Serao, pour retrouver l'inspiration. Cependant, il se rend vite compte, en se heurtant au mari de Barbara, qu'il doit abandonner son aventure passionnée pour revenir à la composition et à l'inspiration. 

## Fiche technique
- Titre original italien : D'Annunzio[1],[2]
- Réalisation : Sergio Nasca
- Scenario : Sergio Nasca, Piero Chiara, Fabio De Agostini
- Photographie :	Romano Albani (it)
- Montage : Nino Baragli
- Musique : Sergio Sandrelli
- Décors : Giorgio Luppi
- Société de production : Selvaggia Films
- Pays de production :  Italie
- Langue originale : Italien
- Format : Couleurs
- Durée : 113 minutes
- Genre : Film biographique dramatique
- Dates de sortie :
  - Italie : 3 février 1987[3]

## Distribution
- Robert Powell : Gabriele D'Annunzio
- Stefania Sandrelli : Elvira Fraternali Leoni, dite Barbara
- Laurent Terzieff : Francesco Paolo Michetti
- Florence Guérin : Clo Albrini
- Sonia Petrovna : Maria Cruyllas de Gravina
- Teresa Ann Savoy : Maria di Gallese
- Fiorenza Marchegiani : Olga Ossani (it)
- Paolo Bonacelli : Ercole Leoni
- Annabella Schiavone : Matilde Serao
- Roberto Alpi : Edoardo Scarfoglio
- Cesare Barbetti : De Bosis
- Eva Grimaldi : Viola
- Achille Brugnini : Fuchs